# Porcellio buddelundi
Porcellio buddelundi là một loài chân đều trong họ Porcellionidae. Loài này được Simon miêu tả khoa học năm 1885.